# Micki et Maude

Micki et Maude (Micki & Maude) est un film américain réalisé par  Blake Edwards, sorti en 1984, avec Dudley Moore et Amy Irving.

## Synopsis
Journaliste de télévision, Rob est marié depuis sept ans à Micki, une brillante avocate qui a jusque-là privilégié sa carrière et repoussé le moment d'être mère. Cette situation désespère Rob, aussi est-il fou de joie quand sa maîtresse, Maude, une jolie violoncelliste, lui annonce qu'elle est enceinte. Alors qu'il s'apprête à demander le divorce pour l'épouser, Micki lui révèle qu'elle aussi attend elle un enfant. Incapable de renoncer à l'une ou l'autre de ces femmes, Rob se retrouve bigame. Sa vie se transforme alors en un véritable marathon, faite d'aller retour entre les domiciles de ses deux épouses et la préparation des deux naissances, Rob étant incapable d'avouer la vérité malgré le soutien de son ami Leo. Une fois la vérité découverte, l'histoire se terminera par une vision utopique de la vie en trouple.

## Fiche technique
- Titre : Micki et Maude
- Titre anglais : Micki & Maude
- Réalisation : Blake Edwards
- Scénario : Jonathan Reynolds
- Production : Tony Adams
- Directeur de la photographie : Harry Stradling Jr.
- Musique : Lee Holdridge
- Montage : Ralph E. Winters
- Pays d'origine : États-Unis
- Genre : Comédie
- Durée : 118 minutes
- Date de sortie : 1984

## Distribution
- Dudley Moore : Rob Salinger
- Ann Reinking : Micki
- Amy Irving : Maude Guillory
- Richard Mulligan : Leo
- George Gaynes : Dr Glztszki
- Wallace Shawn : Dr Fibel
- H.B. Haggerty : Barkhas Guillory
- John Pleshette : Hap Ludlow
- André The Giant : le catcheur
- Lu Leonard : l'infirmière Verbeck
- George Coe : le gouverneur Lanford